# Broń jądrowa Izraela
Broń jądrowa Izraela – strategiczne i taktyczne siły jądrowe Armii Obrony Izraela. Stanowią element odstraszania nuklearnego.
Izraelski arsenał nuklearny jest jednym z najbardziej tajemniczych na świecie. Rząd Izraela nigdy nie potwierdził ani nie zaprzeczył, że posiada broń jądrową i nie przystąpił do żadnych porozumień ograniczających zbrojenia jądrowe. Dzięki takiej polityce nie jest poddany żadnej kontroli ze strony wyspecjalizowanych w tym zakresie organizacji międzynarodowych . W 2022 Zgromadzenie Ogólne Organizacji Narodów Zjednoczonych przytłaczającą większością głosów przegłosowało rezolucję zobowiązującą Izrael do pozbycia się broni jądrowej . Ocenia się, że Izrael posiada około 80 głowic jądrowych w gotowości do operacyjnego użycia. Dodatkowo może posiadać ich zapas od 300 do 500 sztuk. Oprócz głowic przeznaczonych do balistycznych pocisków lądowych, bomb lotniczych i pocisków manewrujących, Izrael może posiadać artyleryjskie pociski jądrowe, miny czy też bomby walizkowe. Taki arsenał stawia Izrael w gronie największych mocarstw atomowych.

## Charakterystyka

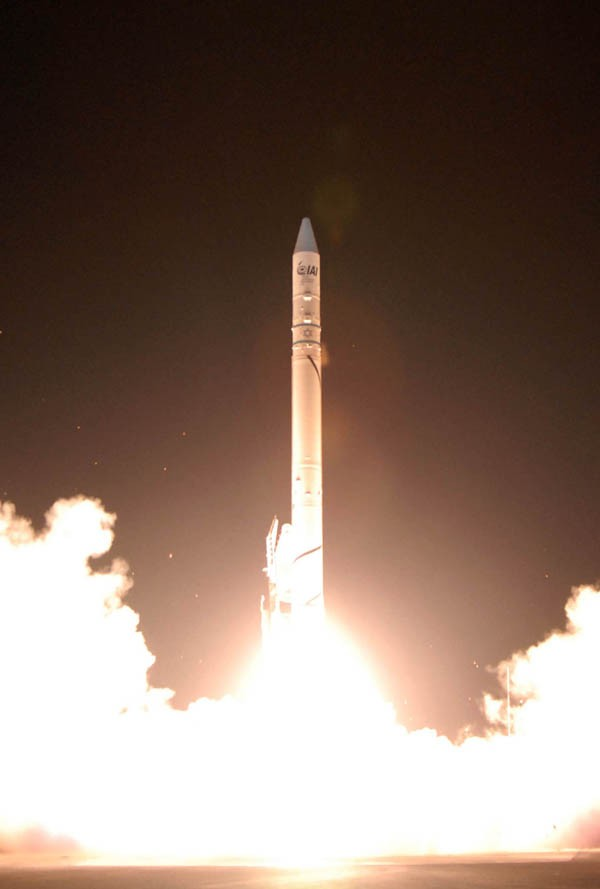
Start rakiety Shavit z Palmachim

Od początku istnienia państwa Izrael jego władze uznawały, że posiadanie broni jądrowej stanowi gwarancję bezpiecznego funkcjonowania nowego państwa. W latach 50. XX w. na pustyni Negew zbudowano ośrodek nuklearny, a w 1957 umieszczono w nim francuski reaktor jądrowy. Ciężka woda kupowana była od Brytyjczyków, a transakcja realizowana za pośrednictwem Norwegii. Izrael oficjalnie deklarował rozwój programu atomowego jedynie w celach pokojowych. Na początku lat 60. Stany Zjednoczone i Francja zażądały corocznej kontroli i inspekcji izraelskich instalacji jądrowych.

Izrael nie zdecydował się nigdy na przeprowadzenie oficjalnego testu nuklearnego. Jednak uznaje się, że w drugiej połowie lat 60. zakład separacji plutonu w Dimonie osiągnął pełną sprawność produkcyjną i Izrael rozpoczął produkcję trzech do pięciu bomb jądrowych rocznie.

W 1986 izraelski inżynier Mordechaj Vanunu wyjawił angielskiej gazecie Sunday Times istnienie izraelskiego tajnego programu nuklearnego. Według jego relacji Izrael wykorzystuje reaktor do produkcji materiałów radioaktywnych, w 1986 posiadał ponad 200 bomb jądrowych, a ponadto konstruował bombę wodorową i neutronową.
Doktryna wojskowa
Oficjalna doktryna wojskowa Izraela zakłada strategię defensywną. Nie ma on roszczeń terytorialnych, unika otwartego konfliktu zbrojnego poprzez działania polityczne i strategię odstraszania, nie eskaluje konfliktów, przeciwdziała ewentualnym niebezpieczeństwom w sposób szybki i zdecydowany oraz zwalcza terroryzm. Część doktryny zakładająca użycie broni nuklearnej jest pilnie strzeżoną tajemnicą, a wypowiedzi przywódców w kwestii jej zapisów są niejasne i dwuznaczne. Izraelscy politycy zapewniają, że nie użyją broni jądrowej jako pierwsi; z drugiej strony oświadczają, że Izrael nie będzie pierwszym krajem, który wprowadzi broń jądrową na Bliski Wschód.

Izrael traktuje broń jądrową jako broń ostatniej szansy w celu uniknięcia zagłady państwa i całego narodu. Opcja jądrowa jest elementem odstraszającym wobec ewentualnych agresorów. W posiadaniu broni masowego rażenia widzi narzędzie do utrzymania status quo w regionie.

## Komponent lądowy

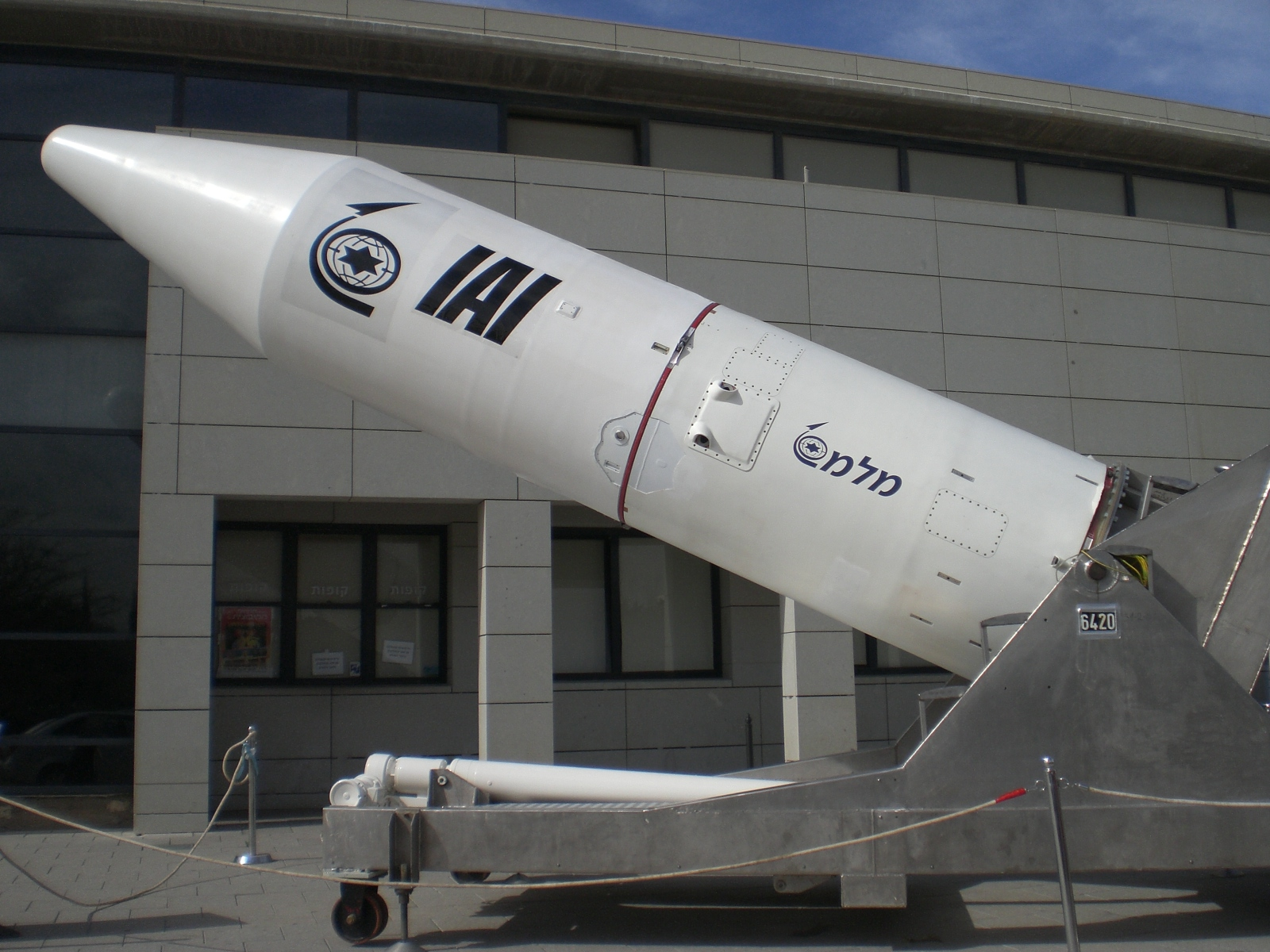
Trzeci stopień rakiety Shavit (Jerycho-2)

W uzbrojeniu sił zbrojnych Izraela znajdują się balistyczne pociski bazowania lądowego zdolne do przenoszenia głowic jądrowych: Jerycho-2 (średniego zasięgu) i Jerycho-3 (dalekiego zasięgu) oraz pociski manewrujące AGM-142 Have Nap.

Pierwszą rakietą wprowadzoną do uzbrojenia był taktyczny pocisk balistyczny krótkiego zasięgu Jerycho-1. Został on zamówiony we Francji, a wykonany przez koncern Dassault Aviation. Na terytorium Izraela umieszczono około 100 tego typu rakiet. W 1990 sukcesywnie były one zastępowane przez rakietę nowszej generacji – Jerycho-2. Ta dwustopniowa rakieta na paliwo stałe umieszczona jest na ruchomej platformie samochodowej typu TEL. Może ona niszczyć cele na terytorium Egiptu, Syrii, Turcji, Iraku, Arabii Saudyjskiej i zachodniego Iranu. W 2005 rozpoczęto program budowy międzykontynentalnego pocisku rakietowego – Jerycho-3. Jego zasięg pozwala razić wszystkie stolice Europy, Nowy Jork i Tokio. Może być umieszczony na ruchomej platformie samochodowej typu TEL lub w silosach. Pociski Jerycho-2 i Jerycho-3 znajdują się w uzbrojeniu 150., 199. i 248 eskadry rakietowej Sił Powietrznych Izraela stacjonujących w bazie rakietowej Sedot Micha.
W ramach programu kosmicznego Izrael opracował trójstopniową rakietę nośną Shavit, której pierwszy start odbył się 19 września 1988 z kosmodromu Palmachim. Najnowsza wersja, Shavit-3, jest czterostopniową rakietą na paliwo stałe, posiada długość 26,4 m, średnicę 2,3 m i masę 70,0 ton.

## Komponent lotniczy
Siły Powietrzne Izraela nowoczesnością i potencjałem bojowym znacznie przewyższają potencjał państw sąsiadujących. W ich arsenale znajdowały się samoloty przystosowane do przenoszenia bomb jądrowych: A-4 Skyhawk i F-4 Phantom. Od początku lat 80. XX w. trzonem sił powietrznych jest samolot F-16. W służbie znajduje się około 300 maszyn różnych wersji. Samoloty te stacjonują w bazach sił powietrznych w Ramat Dawid, Tel Nof, Chacor, Chacerim, Newatim, Ramon i Owda. Nie jest znana liczba eskadr i pilotów, którzy są przeszkoleni do zrzucania bomb jądrowych i gdzie przechowywane są lotnicze bomby jądrowe.
Pod koniec lat 90. do służby wszedł samolot F-15I Ra’am. Samoloty te stacjonują w bazach lotniczych: Tel Nof i Chacerim i są przystosowane do przenoszenia broni jądrowej. W służbie znajduje się (2016) około 100 tego typu samolotów. Uzbrojone są one w rakietowe pociski manewrujące typu cruise średniego zasięgu Popeye Turbo ALCM i krótkiego zasięgu Delilah.
Izrael kupił także samoloty F-35I. Mogą być przystosowane do przenoszenia broni jądrowej. Nie ujawniono, czy nowo kupowane samoloty posiadają już takie możliwości.

## Komponent morski

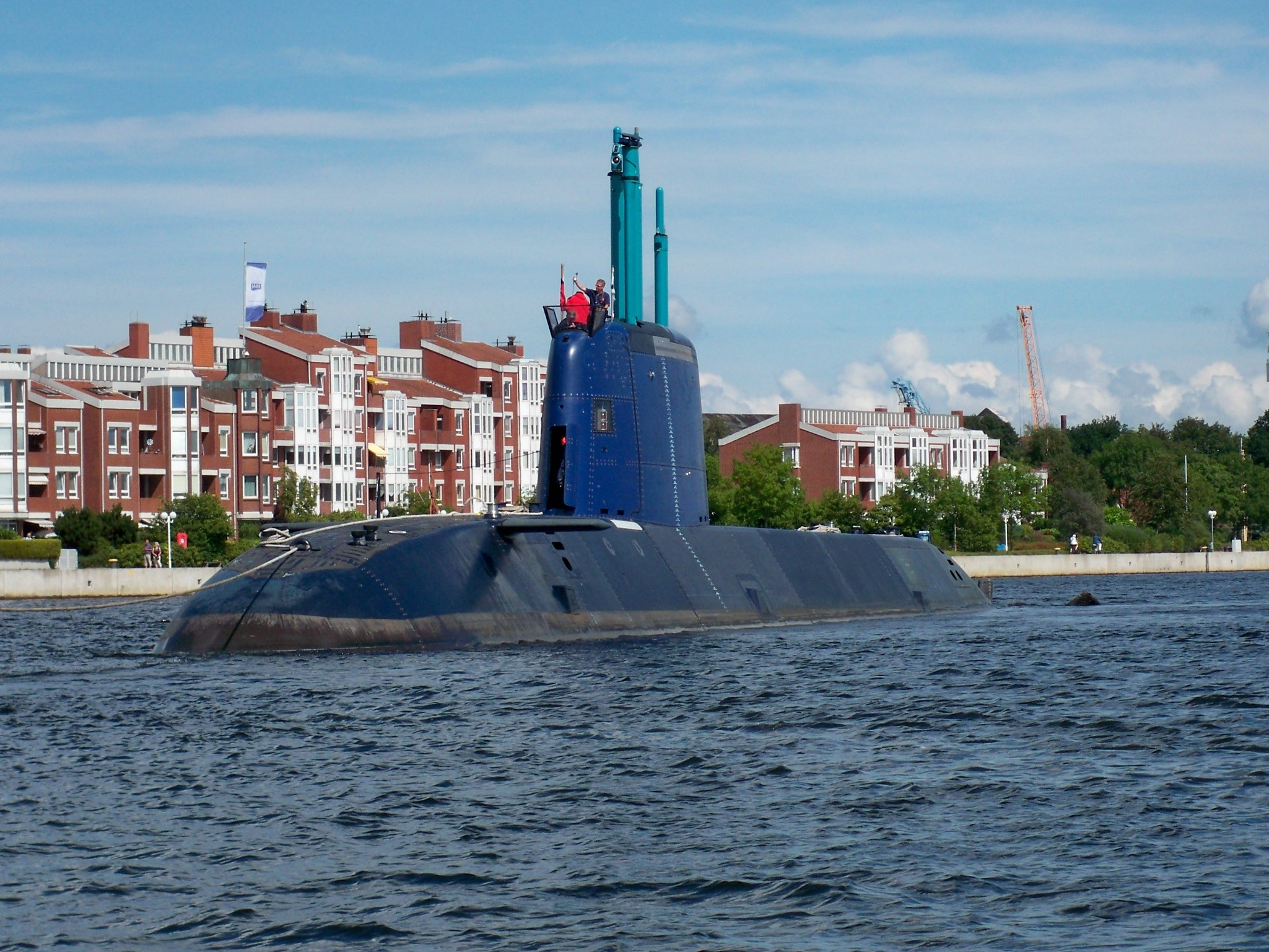
INS Rahav – izraelski okręt podwodny produkcji niemieckiej typu Delphin w czasie prób w portach Wilhelmshaven (2014)

Pomysł wykorzystania okrętów podwodnych do przenoszenia broni jądrowej pojawił się po operacji Pustynna Burza, kiedy to terytorium Izraela było obiektem ostrzału irackimi rakietami typu Scud i Al Husajn. Według wielu doniesień właśnie wtedy zapadła decyzja o stworzeniu systemu odstraszania, który zadziała nawet w przypadku zniszczenia całego państwa niespodziewanym atakiem z wykorzystaniem broni masowego rażenia. W przypadku odebrania odpowiednich kodów aktywacyjnych, okręty podwodne mogą wystrzeliwać swoje pociski w zdefiniowane uprzednio cele; zwykle największe ośrodki miejskie, bazy wojskowe i ośrodki przemysłowe przeciwnika. Zdolność do tego tzw. „drugiego uderzenia” ma w zamyśle zniechęcić przeciwnika do jakiejkolwiek agresji na posiadacza okrętów podwodnych wyposażonych w broń nuklearną. Standardem jest, że w morzu przebywają minimum dwie jednostki przenoszące uzbrojenie jądrowe .
Dla Izraela okręty podwodne stały się najważniejszą częścią sił odstraszania, które w wypadku nieprzewidzianego zmasowanego ataku na Izrael będą jedyną siłą odwetową, która przeprowadzi atak jądrowy. Na wyposażeniu izraelskiej marynarki wojennej znajdują się między innymi okręty podwodne o napędzie konwencjonalnym typu Delfin wybudowane w niemieckiej stoczni Howaldtswerke-Deutsche Werft. Należą do najnowocześniejszych w swojej klasie i mogą przenosić morską wersję pocisków manewrujących AGM-142 Have Nap (Popeye Turbo SLCM) uzbrojonych w głowicę jądrową o mocy 200 kT. W 2006 Izrael zdecydował o zakupie drugiej serii okrętów podwodnych. Określono je jako Delphin II. Stanowiące ich uzbrojenie pociski manewrujące Popeye Turbo mogą  być wystrzeliwane poprzez wyrzutnie torpedowe .

## Potencjalne środki przenoszenia broni jądrowej

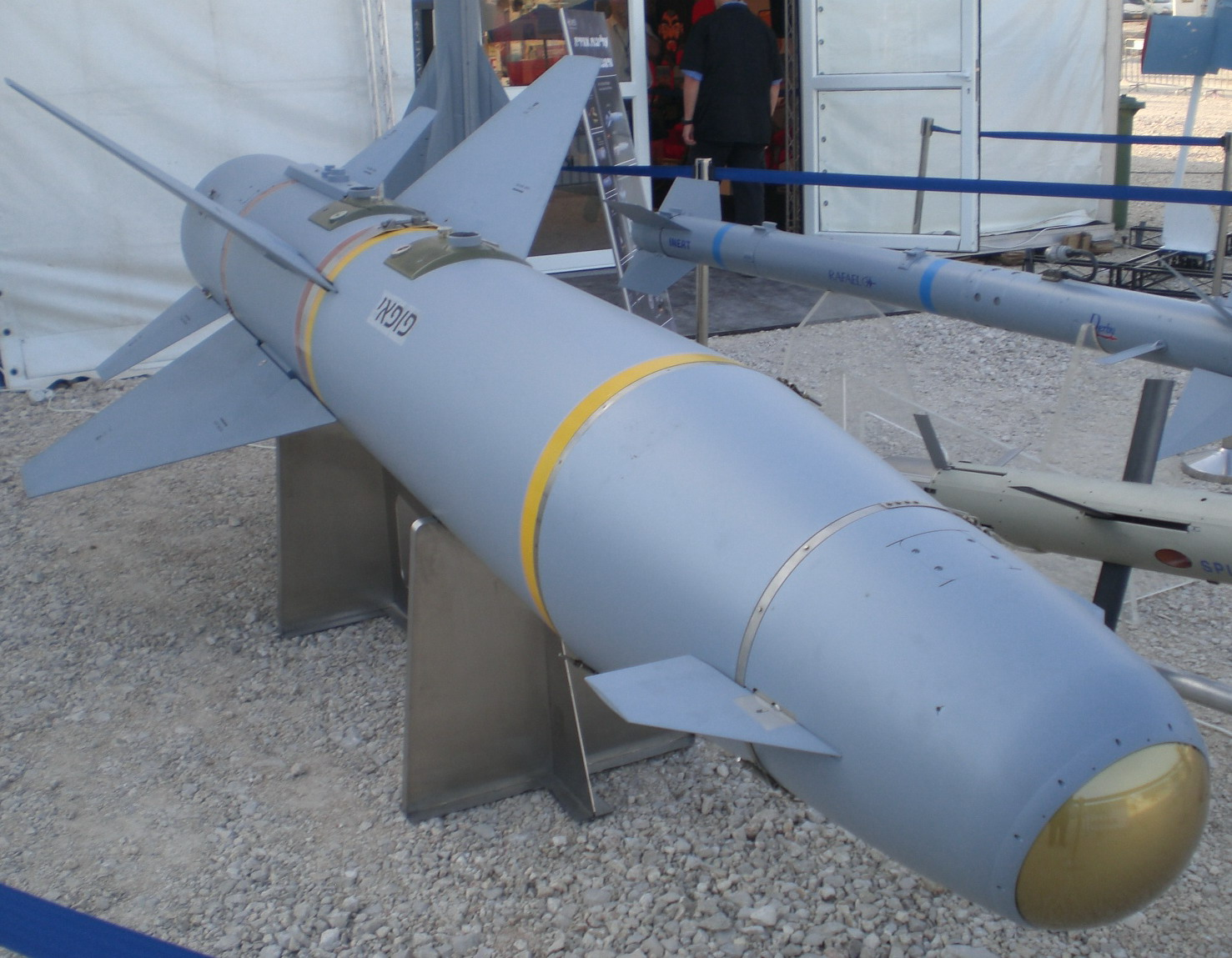
AGM-142 Have Nap (Popeye)

| Środki                     | Typ              | Zasięg     | Moc                             |
| -------------------------- | ---------------- | ---------- | ------------------------------- |
| Rakiety bazowania lądowego |                  |            |                                 |
| Jerycho-1                  | SRBM             | 720        | 1x20 kt                         |
| Jerycho-2                  | ICBM             | 7800       | 1 x 1 Mt                        |
| Jerycho-3                  | ICBM             | 4800-11500 | 6 MIRVx100 kt, 1x400 kt, 1x1 Mt |
| Lotnictwo                  |                  |            |                                 |
| F-16A/B/C/D/I              | myśliwiec        | 1600       | 1x bomba                        |
| F-15I Ra’am (Thunder)      | myśliwiec        | 3500       | 1x bomba                        |
| Pociski manewrujące        |                  |            |                                 |
| Okręty typu Delphin        | AGM-142 Have Nap | 1500       | 1 x200 kt                       |